# De Furtivis Literarum Notis

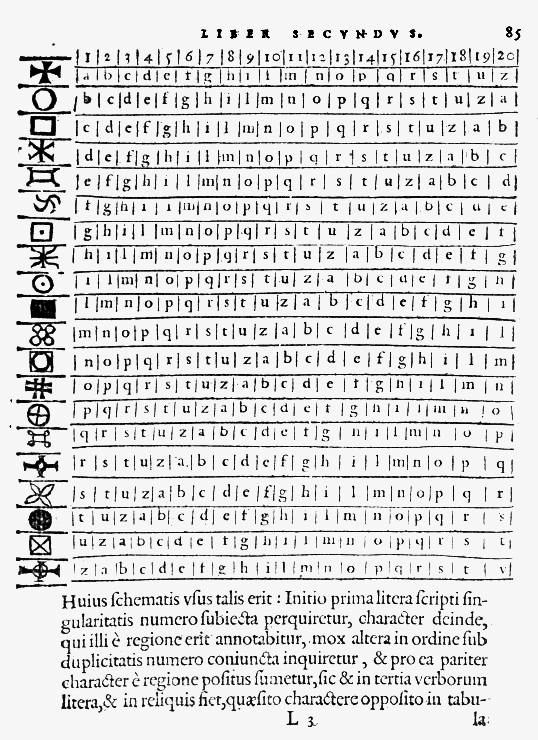
Una página de De Furtivis Literarum Notis.

De Furtivis Literarum Notis ( Sobre los símbolos secretos de las letras ) es un libro de 1563 sobre criptografía escrito por Giambattista della Porta. El libro recoge los conocimientos sobre criptología de su época y propone algunas mejoras. Della Porta fue el inventor de un sistema de doble clave que fue empleado durante tres siglos 
El libro incluye tres conjuntos de discos de cifrado para codificar y decodificar mensajes,   un cifrado de sustitución que mejora el trabajo de Al-Qalqashandi,  y uno de los primeros cifrados de sustitución musical conocidos.  

## Mensajes en huevos duros
Tratado de esteganografia. El sistema de Della Porta de pasar mensajes ocultos, escritos bajo el caparazón de huevos duros, de hecho nada tiene que ver con este tratado. Este sistema fue presentado en la obra Magia Naturalis.